# Faliché
Faliché (en macédonien Фалише) est un village du nord-ouest de la Macédoine du Nord, situé dans la municipalité de Tetovo. Le village comptait 1 020 habitants en 2002.

## Démographie
Lors du recensement de 2002, le village comptait :
- Macédoniens : 519 ;
- Albanais : 19 ;
- Serbes : 7 ;
- autres : 1.